# Noema (Phänomenologie)
|  | Dieser Artikel wurde in der Qualitätssicherung Philosophie eingetragen. Artikel, die sich als nicht relevant genug herausstellen oder mittelfristig kein hinreichend akzeptables Niveau erreichen, können schließlich auch zur Löschung vorgeschlagen werden. Bitte hilf mit, die inhaltlichen Mängel dieses Artikels zu beseitigen, und beteilige dich bitte an der Diskussion! Bitte entferne diesen Hinweis nicht ohne Absprache! |

Das Noema (altgriechisch νόημα nóēma „Gedanke, Sinn, Gesinnung, Sinnesart, Vorhaben, Entschluss, Denkkraft“, zu νοεῖν noeín „wahrnehmen, denken“; siehe auch Nous) ist nach Husserl der Inhalt des Denkens, Sehens, Phantasierens, Meinens, also zum Beispiel der gedachte Baum, der phantasierte Minotaurus, der gesehene Mensch, aber auch der gedachte Gehalt eines Urteilsaktes (das „Urteil“ im Sinne des Geurteilten, heute meist Proposition genannt).

## Begriffsgeschichte
Der Ausdruck taucht in der Philosophiegeschichte zuerst bei Platon auf, und zwar, um die bloßen Gedanken (altgriechisch νοήματα noḗmata) von den Ideen selbst, die wir nach Platon nur denkend erfassen können (das Denkbare, altgriechisch νοητά noētá), die aber von unserem Denken unabhängig sind, zu unterscheiden. Bei Aristoteles wird der Terminus ausdrücklich für die Begriffe (die gedanklichen Elemente der Propositionen) gebraucht.
Nach Husserl richten sich menschliche Bewusstseinsakte auf Gegenstände. Solche „sinnbildenden“ Bewusstseinsakte bezeichnet Husserl als Noesis. Ein Noema ist dagegen der Sinngehalt eines Aktes. Somit unterscheidet Husserl also rigide zwischen dem Akt (zum Beispiel des Sehens eines Baums) und dem „in“ diesem Akt intentional vermeinten Gegenstand (also dem gesehenen Baum). Oft bezeichnet Husserl dieses Noema als vom real existierenden Gegenstand verschieden, wobei hier nicht ein Gegenstand im Sinne eines Ding an sich, wie Immanuel Kant ihn versteht, gemeint ist. Dieses Noema ist für Husserl deshalb nur als ideelles Korrelat zum Bewusstseinsstrom gehörig, wogegen die Noesis dessen reeller Bestandteil ist. Der Begriff des Noema ist eine „Verallgemeinerung der Idee der Bedeutung auf das Gesamtgebiet der Bewusstseins-Akte“.

## Wirkungsgeschichte
Das Begriffspaar Noesis und Noema wird von Edmund Husserl in den „Logischen Untersuchungen“ zwar noch nicht genannt, sondern erst in den „Ideen zu einer reinen Phänomenologie und phänomenologischen Philosophie I“, kurz „Ideen I“. Als eine Art Vorgänger des Noemas kann in den Logischen Untersuchungen jedoch der Begriff des „intentionalen Aktes in specie“ gesehen werden. Die von Husserl beeinflussten Phänomenologen Martin Heidegger, Jean-Paul Sartre, Maurice Merleau-Ponty führen diese Begriffe nicht weiter aus, andere Phänomenologen wie Aron Gurwitsch, aber auch phänomenologisch beeinflusste Theoretiker der analytischen Philosophie wie Dagfinn Føllesdal haben dem Begriff jedoch eine zentrale Stelle in ihren Überlegungen eingeräumt. Auch für die Herleitung des sogenannten extremen Humanismus Levinas’ spielt das Begriffspaar eine wichtige Rolle.